# Boutiquehotel Stadthalle

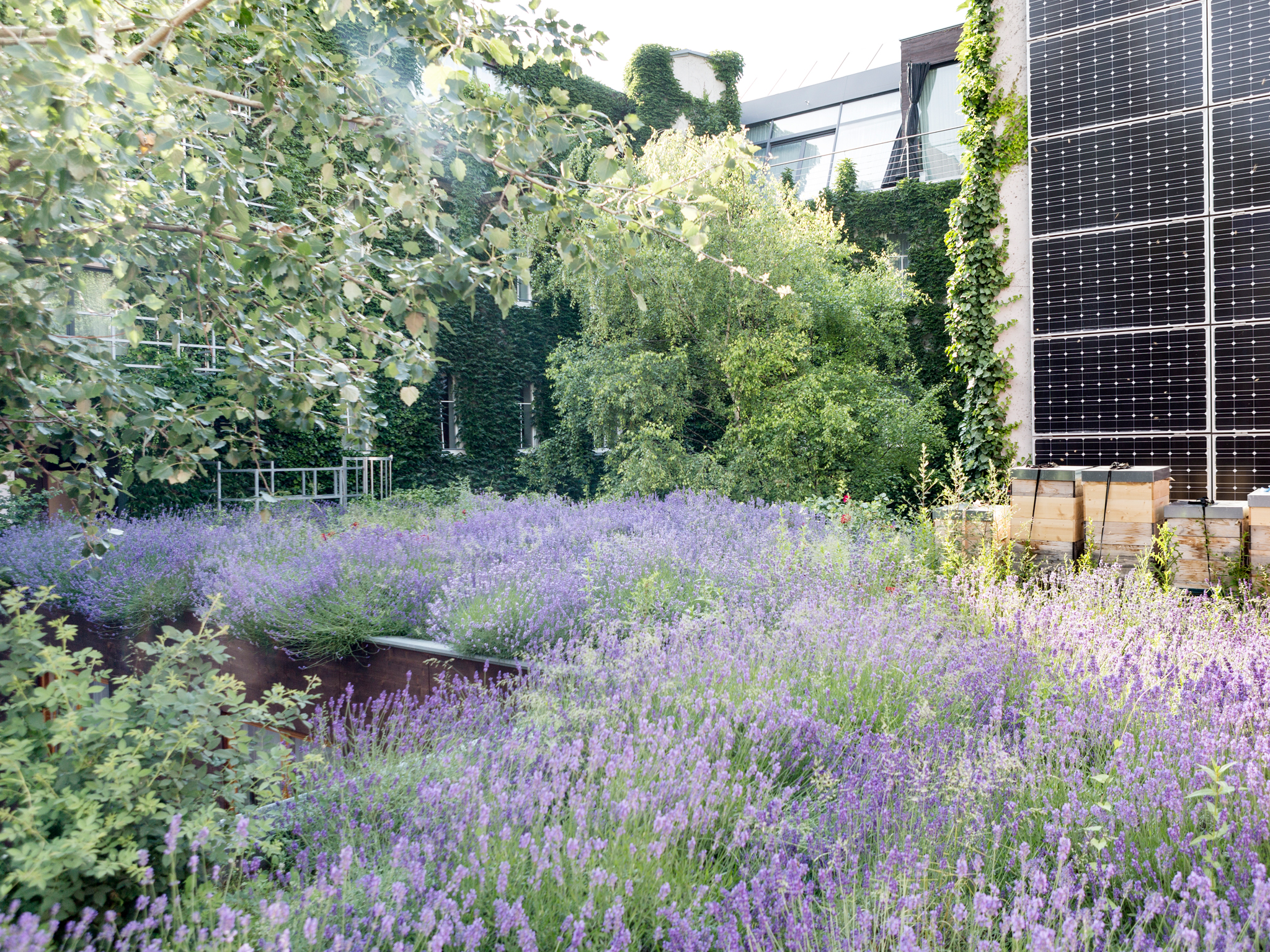
Lavendeldach mit Bienenstöcken und Photovoltaik

Das Boutiquehotel Stadthalle ist ein Hotel im 15. Wiener Gemeindebezirk Rudolfsheim-Fünfhaus. Als „weltweit erstes Stadthotel mit Null-Energie-Bilanz“ wurde es mit dem EU-Umweltzeichen sowie mit dem Österreichischen Umweltzeichen ausgezeichnet.
Das Stammhaus des Wiener Hotels wurde 2009 um einen Passivhausanbau mit einer Null-Energie-Bilanz erweitert. Der neue Teil des Hotels wurde als ein eigener Baukörper ausgebildet. Die beiden Gebäude sind lediglich im Keller und im Erdgeschoß miteinander verbunden. Kontrolliertes Heizen und Kühlen erfolgen dank einer Betonkernaktivierung: In den Massivdecken und Wänden wurden Kunststoffrohre verlegt, durch die das Energieträgermedium Wasser zirkuliert. Ein hauseigener Grundwasserbrunnen liefert einerseits die Kühlenergie und versorgt zusätzlich die Wärmepumpenanlage. Mit dieser wird die Energie für die Heizungs- und Lüftungsanlage erzeugt. Mit Solarpaneelen wird die Energie für heißes Wasser erzeugt. Die 93 m² großen Photovoltaikanlage liefert den Strom. Das Regenwasser wird gesammelt zur Bewässerung des Gartens verwendet.
2020 hat sich das Hotel einem weiteren Projekt gewidmet und gestaltete 17 Zimmer im Zeichen der 17 Ziele für nachhaltige Entwicklung der UNO um. Dabei soll nachhaltiger Entwicklung Raum gegeben werden und Bewusstsein dafür in der Tourismusbranche geschaffen werden. Dabei wurden in Zusammenarbeit mit dem sozialen Unternehmen Gabarage Möbel im Upcycling-Design gefertigt, die wiederum zum Nachhaltigkeitsgedanken beitragen sollen.
Das Hotel verwendet ausschließlich Produkte aus biologischer Herstellung und trägt zur Wiener Honigproduktion mit eigenen Bienenstöcken bei.

## Technische Daten
- 93 m² Photovoltaikanlage
- 130 m² Solaranlage zur Warmwassererzeugung und Beheizung
- Beleuchtung mit LED und Energiesparlampen
- begrüntes Lavendeldach
- Fassadenbegrünung
- Lüftungssystem im Passivhaus
- Keine Minibars auf Zimmern sparen 21.024 kg CO2/Jahr

## Auszeichnungen
- klima-aktiv-partner für innovative Ideen zur Reduktion von CO2-Emissionen
- ÖGUT Umweltpreis 2009
- Umweltpreis der Stadt Wien
- Europäisches Umweltzeichen
- Österreichisches Umweltzeichen
- Österreichischer Staatspreis für Tourismus